# Liernolles
 Liernolles  es una población y comuna francesa, situada en la región de Auvernia, departamento de Allier, en el distrito de Vichy y cantón de Jaligny-sur-Besbre.

## Demografía
| 516 | 507 | 416 | 367 | 309 | 282 |
| Para los censos de 1962 a 1999 la población legal corresponde a la población sin duplicidades (Fuente: INSEE [Consultar]) |     |     |     |     |     |